# LD50
De letale-dosismediaan
afgekort LD50 of LD50 (van median Lethal Dose for 50% of subjects) is de hoeveelheid van een stof die bij 50% van een populatie tot de dood leidt. De stof wordt in een keer toegediend en hierdoor is de LD50 een maat voor de acute giftigheid en zegt niets over de langetermijntoxiciteit van de stof. De LD50 wordt meestal opgegeven in μg of mg per kg levend weefsel. 
Metingen van de LD50 werden voor het eerst in 1927 door J. W. Trevan gebruikt om de potentiële toxiciteit van medicijnen en chemische stoffen te kunnen schatten.
De keuze van 50% mortaliteit als referentiepunt voorkomt het testen van individuen onder extreme omstandigheden en verkleint het aantal tests dat nodig is. Niet ieder individu is namelijk even gevoelig voor de stof. De giftigheid van een stof kan daarom ook worden gemeten bij een LD1 of een LD99, de hoeveelheid vergif die nodig is om respectievelijk 1% en 99% van de populatie te doden.  
Het is van belang te vermelden voor welke soort en voor welke toedieningsweg dit getal geldt omdat er tussen soorten grote verschillen in gevoeligheid kunnen bestaan: een bij ratten gemeten waarde hoeft niet automatisch ook voor mensen op te gaan. Ook kan het een groot verschil maken of de stof wordt ingeademd, ingespoten, door de huid wordt opgenomen of opgegeten. De meest gebruikte toedieningswegen om de LD50 te bepalen zijn dermaal (via huid) en oraal (via mond). De reden hiervoor is dat deze lichaamsoppervlakken  het meest frequent in contact komen met stoffen.
Voor het bepalen van een LD50 wordt een aantal dieren vergiftigd, dat is de reden waarom veel mensen deze experimenten afwijzen.

## LC50
Een vergelijkbare meting is de LC50 (van "median Lethal Concentration for 50% of  subjects"). Hier wordt gekeken naar de mediane concentratie van een stof in voeding, lucht, water of bodems. De LC50 wordt meestal opgegeven in mg/kg, µg/l of mg/m3.

## Lijst van enige stoffen met hun LD50
| Stof               | LD50 (μg per kg levend weefsel) | Herkomst of toepassing                                    |
| ------------------ | ------------------------------- | --------------------------------------------------------- |
| botulinetoxine A   | 0,0005                          | Clostridium botulinum (bacterie)                          |
| abrine             | 0,001                           | fytotoxine                                                |
| polonium-210       | 0,01                            | radioactieve isotoop                                      |
| alfa-amanitine     | 0,1                             | groene knolamaniet                                        |
| maitotoxine        | 0,13                            | dierlijk toxine                                           |
| batrachotoxine     | 0,2                             | sommige pijlgifkikkers                                    |
| difterietoxine     | 0,3                             | bacterie                                                  |
| TCDD (dioxine)     | 1                               | natuurlijke en industriële verontreiniging                |
| VX                 | 2,3                             | zenuwgas                                                  |
| saxitoxine         | 8                               | neurotoxine                                               |
| tetrodotoxine      | 15                              | kogelvis                                                  |
| sarin              | 17                              | zenuwgas                                                  |
| ricine             | 22                              | fytotoxine                                                |
| curare             | 500                             | pijlgif uit planten                                       |
| cantharidine       | 500                             | dierlijk toxine                                           |
| aflatoxine         | 600                             | schimmel (Aspergillus flavus) (in bijvoorbeeld pindakaas) |
| aldicarb           | 900                             | bestrijdingsmiddel                                        |
| methylkwik         | 1000                            | metaboliet in vissen                                      |
| brucine            | 1000                            | alkaloïde                                                 |
| strychnine         | 1000-2000                       | plant                                                     |
| nicotine           | 1000-5000                       | plant (tabak)                                             |
| parathion          | 3000                            | bestrijdingsmiddel                                        |
| natriumcyanide     | 6400                            | anorganisch zout                                          |
| endrin             | 7000                            | bestrijdingsmiddel                                        |
| psilocine          | 7000                            | mycotoxine                                                |
| blauwzuur          | 10.000                          | plant, bestrijdingsmiddel                                 |
| thallium           | 10.000                          | element                                                   |
| arseen             | 13.000                          | element                                                   |
| psilocybine        | 13.000                          | mycotoxine                                                |
| dieldrin           | 46.000                          | bestrijdingsmiddel                                        |
| warfarine          | 50.000                          | rattengif                                                 |
| methylbromide      | 100.000                         | ontsmettingsmiddel                                        |
| DDT                | 113.000                         | bestrijdingsmiddel                                        |
| lood               | 120.000                         | delfstof, bewerkt materiaal                               |
| protoanemonine     | 190.000                         | fytotoxine                                                |
| tetrachloormethaan | 570.000                         | oplosmiddel                                               |
| natriumchloride    | 4.000.000                       | keukenzout                                                |
| cadmiumsulfide     | 7.080.000                       | anorganisch zout                                          |
| sacharose          | 29.700.000                      | tafelsuiker                                               |
| water              | > 90.000.000                    | vloeistof                                                 |

## Gifschaal
Een logaritmische weergave vereenvoudigt de LD50-waarden.